# Anna-Carin Franzén
Anna-Carin Elisabet Franzén, född 25 april 1956 i Finspång, är en svensk skådespelare. 

## Biografi
Anna-Carin Franzén studerade vid Calle Flygare Teaterskola. Efter utbildningen var hon verksam vid bland annat Helsingborgs stadsteater och Malmö stadsteater.

## Filmografi
| År   | Roll                  | Produktion                 | Noter    |
| ---- | --------------------- | -------------------------- | -------- |
| 1976 | Ingrid, Oskars dotter | Raskens                    | TV-serie |
| 2006 | Vaktmästare           | Moreno och tystnaden       |          |
| 2009 | Gun                   | Wallander – Hämnden        |          |
| 2011 | Gun                   | Maria Wern – Må döden sova |          |

## Teater

### Roller
| År   | Roll  | Produktion                                                            | Regi             | Teater                   |
| ---- | ----- | --------------------------------------------------------------------- | ---------------- | ------------------------ |
| 1976 | Helga | Peer Gynt Henrik Ibsen                                                | Claes Sylwander  | Helsingborgs stadsteater |
| 1981 |       | Stora landsvägen August Strindberg                                    | Allan Edwall     | Riksteatern              |
| 1985 |       | Berättarverkstan William Shakespeare                                  | Ronny Danielsson | Malmö stadsteater        |
| 1986 |       | Kung Lear (King Lear) William Shakespeare                             | Claes Lundberg   | Malmö stadsteater        |
| 1986 |       | En midsommarnattsdröm (A Midsummer Night's Dream) William Shakespeare | Marianne Rolf    | Malmö stadsteater        |